# Баранович, Крешимир
Кре́шимир Бара́нович (хорв. Krešimir Baranović; 25 августа 1894, Шибеник — 17 сентября 1975, Белград) — хорватский композитор и дирижёр.

## Биография
Изучал фортепиано в Загребе, затем композицию в Венской музыкальной академии (1912—1914). В 1915—1927 гг. дирижёр Загребской оперы. В 1928 г. сопровождал труппу Анны Павловой в гастрольной поездке по Германии, Нидерландам, Швейцарии и Италии, дирижируя музыкой балетов. В 1929—1943 гг. снова в Загребской опере. В 1943—1946 гг. работал в Братиславе, возглавляя Симфонический оркестр Братиславского радио и местный оперный театр. В 1951—1961 гг. главный дирижёр оркестра Белградской филармонии, а также профессор музыкальной академии и оперный дирижёр в Белграде. Наиболее важным элементом репертуара Барановича-дирижёра была русская музыка.
Наиболее значительным сочинением Барановича считается балет «Пряничное сердце» (хорв. Licitarsko srce; 1924, на собственное либретто), ставший одним из первых национальных балетов в Югославии. Кроме того, Барановичу принадлежат оперы «Стрижено-брито» (хорв. Striženo-košeno; 1932) и «Невеста из Цетинграда» (хорв. Nevjesta od Cetingrada; 1951), несколько балетов, кантат, оркестровые и вокально-симфонические произведения, музыка к кинофильмам («Лжецарь», 1955).